# Roger Silman
Roger Silman (ur. 10 maja 1945) – brytyjski inżynier.

## Życiorys
Roger Silman w 1970 był rekrutem March Engineering, wkrótce rozpoczął pracę w fabryce samochodów zespołu w Formule 3, następnie był wykonywał operacje w Formule 2. W 1978 roku został kierownikiem zespołu Teda Tolemana w Formule 2.
W styczniu 1984 roku opuścił zespół Toleman, którego był menadżerem. Rozpoczął pracę w Tom Walkinshaw Racing, gdzie nadzorował program Jaguar XJS w European Touring Car Championship. Następnie prowadził program Jaguara dla Walkinshaw.
Awansował na stanowisko dyrektora operacji Tom Walkinshaw Racing. W 1999 roku został dyrektorem zarządzającym w zespole Arrows, zrezygnował ze stanowiska na początku 2001 roku.
Jest członkiem British Racing Drivers’ Club.